# 白狐 (電影)
《白狐》（英語：The Fox Lover）是2013年的一部奇幻愛情電影。由牛朝陽執導，鍾欣潼、張智霖、惠英紅領銜主演。該電影採用現場3D拍攝的方式打造華語片最高水準的真3D畫質，並於2013年9月28日國慶檔上映。
電影改編自《聊齋誌異》中的〈小翠〉一章。

## 劇情
在仙魔世界，宇宙間最大的惡魔海蝠王正危害人間，天下惶惶！狐仙谷的瘋丫頭小翠卻愛上了凡人傻小子王元豐，而王元豐身上隱藏的至陽玄魄，正是邪魔妖道的終極剋星！當正邪大戰與癡情傻愛無可避免地纏繞在一起，一出感天動地的真愛傳奇，澎湃上映。

## 演員列表

### 領銜主演
| 演員   | 角色   |
| 張智霖 | 王元豐 |
| 鍾欣潼 | 小 翠  |
| 惠英紅 | 狐 母  |
| 高虎   | 海蝠王 |

### 其他角色
| 演員   | 角色     |
| 關智斌 | 智 精    |
| 傅藝偉 | 小翠母   |
| 薩日娜 | 王 母    |
| 游本昌 | 沙夜大師 |
| 鞏新亮 | 游 娘    |
| 郭明翔 | 季 遙    |
| 殷果兒 | 靈 兒    |
| 陳哈妮 | 紅 蓮    |
| 井凌瀟 | 綠 枝    |
| 李欣宸 | 金 蕊    |
| 馬櫻僑 | 綉 夢    |
| 王祉萱 | 紫 玉    |
| 孫子珺 | 紫 荆    |
| 莊潔夢 | 青 梅    |
| 姚菲菲 | 粉 桃    |

## 幕後製作
- 導演：牛朝陽
- 演員陣容：惠英紅、 鍾欣潼(鍾欣桐)、張智霖
- 拍攝地點：河北省涿州影視城

## 评价
本片被搜狐评为2013下半年十大华语烂片第七名。

## 外部連結
- 開眼電影網上《白狐》的資料（繁體中文）
- 香港影庫上《白狐》的資料（繁體中文）
- 时光网上《白狐》的資料（简体中文）
- 豆瓣电影上《白狐》的資料 （简体中文）
- AllMovie上《白狐》的资料（英文）